# Diplonotos minus
Diplonotos minus is een mosdiertjessoort uit de familie van de Bifaxariidae. De wetenschappelijke naam van de soort is voor het eerst geldig gepubliceerd in 1993 door Gordon.